# 次世代
《次世代》是美国电子游戏杂志月刊，由Imagine Media（现Future US）出版，1995年1月创刊，2002年1月停刊。